# Violeta Menjívar
Elvia Violeta Menjívar Escalante (sinh năm 1952 tại Arcatao) là một chính trị gia người Salvador liên kết với Mặt trận Giải phóng Quốc gia Farabundo Martí. Cô là Bộ trưởng Bộ Y tế và Phúc lợi xã hội kể từ ngày 1 tháng 6 năm 2014. Cô là cựu thị trưởng của San Salvador.
Sinh ra Elvia Violeta Menjívar ở Arcatao, Chalatenango, cô học ngành y tại Đại học El Salvador. Năm 1979, cô trở thành thành viên của Fuerzas Populares de Liberación "Farabundo Martí" hoặc FPL, một trong năm tổ chức cánh tả hợp nhất thành lập Mặt trận Giải phóng Quốc gia Farabundo Martí (thường được biết đến với tên viết tắt tiếng Tây Ban Nha FMLN). Trong cuộc nội chiến, cô đã cung cấp viện trợ y tế cho các chiến binh và thường dân ở Cục Chalatenango.
Năm 1992, bà được bầu làm phó vào Hội đồng lập pháp El Salvador, đại diện cho FMLN, một vị trí mà bà được bầu lại vào năm 2000 và 2003. Bà được đảng của mình chỉ định làm ứng cử viên cho cuộc bầu cử Thị trưởng San Salvador năm 2005, đánh bại ứng cử viên cực kỳ bảo thủ của ARENA Rodrigo Samayoa. Cô là người phụ nữ đầu tiên làm thị trưởng San Salvador. Cô đã thua trong cuộc bầu cử ngày 18 tháng 1 năm 2009 trước Norman Quijano của đảng ARENA.